# Percoïdeus
Percoidea és una superfamília de peixos actinopterigis de l'ordre dels Perciforme. Són típics als mars càlids. Tenen les aletes ventrals ben desenvolupades, escames ctenoides i la pell poc viscosa. No és una espècia important en la pesca, però es pesca pel consum en zones costaneres i també com a esport.